# Asa Adgate
Asa Adgate (* 17. November 1767 in Canaan, Provinz New York; † 15. Februar 1832 in Chesterfield, New York) war ein US-amerikanischer Jurist und Politiker. Zwischen 1815 und 1817 vertrat er den Bundesstaat New York im US-Repräsentantenhaus.

## Werdegang
Asa Adgate wurde während der britischen Kolonialzeit in Canaan geboren und wuchs dort auf. 1793 zog er an Adgates Falls am Ausable River und von dort in die Township von Peru im Clinton County (heute Ausable Chasm im Township von Chesterfield im Essex County), wo er als Eisenhersteller tätig war und landwirtschaftlichen Arbeiten nachging. Nach der Gründung der Town von Peru 1793 wurde er zum Stadtschreiber (town clerk) gewählt und 1794 wiedergewählt. Er war 1795 als Town Supervisor tätig und in den Jahren 1796 und 1797 als Assessor. 1798 arbeitete er als Commissioner of Schools. Im selben Jahr saß er für Clinton County in der New York State Assembly. Er diente in den Jahren 1798 und 1799 als Lieutenant der Infanterie von Clinton County in der Nationalgarde von New York. Am 9. März 1799 ernannte ihn Gouverneur John Jay in der First Commission of Peace für Essex County zu einem der Richter am Court of Common Pleas – eine Stellung, die er mehrere Jahre innehatte.
Als Gegner einer zu starken Zentralregierung schloss er sich in jener Zeit der von Thomas Jefferson gegründeten Demokratisch-Republikanischen Partei an. Er wurde in einer Nachwahl am 7. Juni 1815 im zwölften Wahlbezirk von New York in das US-Repräsentantenhaus in Washington, D.C. gewählt, um dort die Vakanz zu füllen, die durch den Tod von Benjamin Pond entstand. Da er auf eine erneute Kandidatur im Jahr 1816 verzichtete, schied er nach dem 3. März 1817 aus dem Kongress aus.
Nach seiner Kongresszeit ging er wieder seinen früheren Tätigkeiten nach. 1823 saß er für Essex County in der New York State Assembly. Er starb am 15. Februar 1832 in Ausable Chasm und wurde auf dem Ausable Chasm Cemetery im Township von Ausable beigesetzt.